# Onthophagus mushensis
Onthophagus mushensis är en skalbaggsart som beskrevs av Matsumura 1938. Onthophagus mushensis ingår i släktet Onthophagus och familjen bladhorningar. Inga underarter finns listade i Catalogue of Life.